# Ella Sophia Armitage
Ella Sophia Armitage, född 3 mars 1841 i Liverpool, död 20 mars 1931, var en engelsk författare och psalmförfattare.

## Psalmer
- Jordens alla riken är Guds örtagård i (Herren Lever 1977 nr 881 och i Psalmer och Sånger 1987 nr 534). Översatt av Jan-Eskil Löfkvist